# Femøren (metrostation)
Femøren is een bovengronds metrostation in de Deense hoofdstad Kopenhagen. Het station werd geopend op 28 september 2007 en wordt bediend door metrolijn M2. 

## Geschiedenis
Op 17 juli 1907 opende de Amagerbanen haar 12 km lange spoorlijn aan de oostkant van het eiland Amager tussen Amagerbro en Dragør. De reizigersdienst werd al op 1 april 1938 gestaakt, de goederendienst werd voortgezet tot 1991.  Het ontwerp uit 1995 voor de metro kende al een vertakking, lijn M2, ten behoeve van een toekomstige metrolijn naar het vliegveld. In het voorjaar van 2004 werd begonnen met het bouwen van de verlenging van de M2 als metro op het tracé van de voormalige Amagerbanen. 
Vlak ten noorden van de gemeentegrens werd bij de kruising met de Hedegaardsvej het nieuwe station Femøren gebouwd, ongeveer 100 meter ten noorden van het vroegere station Syrevej. De metrolijn M2 werd op 28 september 2007 geopend door Kroonprins Frederik. Aanvankelijk waren er geen perronhekken langs het perron, maar in 2015 werden die alsnog geplaatst. 

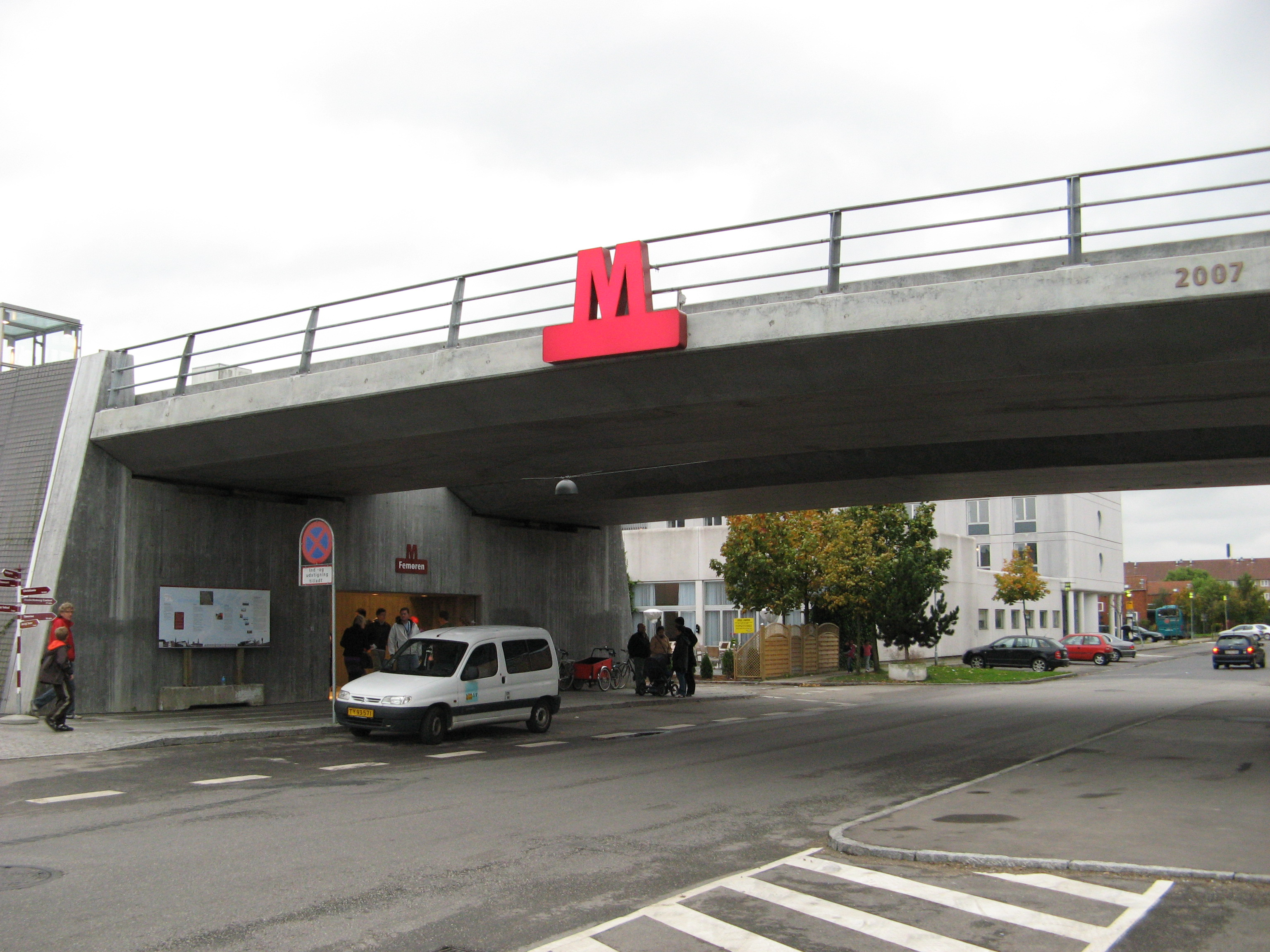
De ingang en de bruggen bij de Hedegaardsvej.
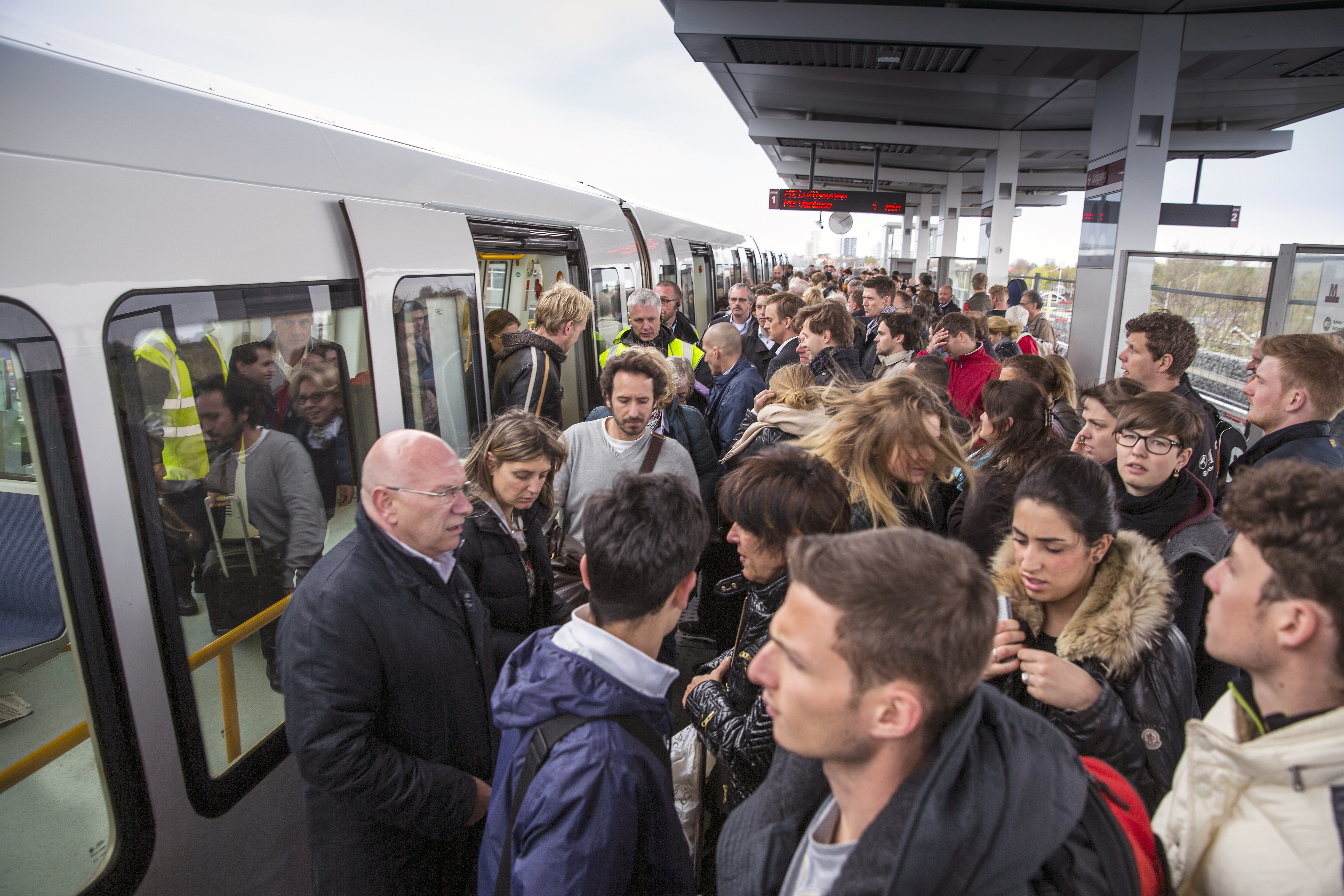
Drukte op het perron op 24 april 2014.
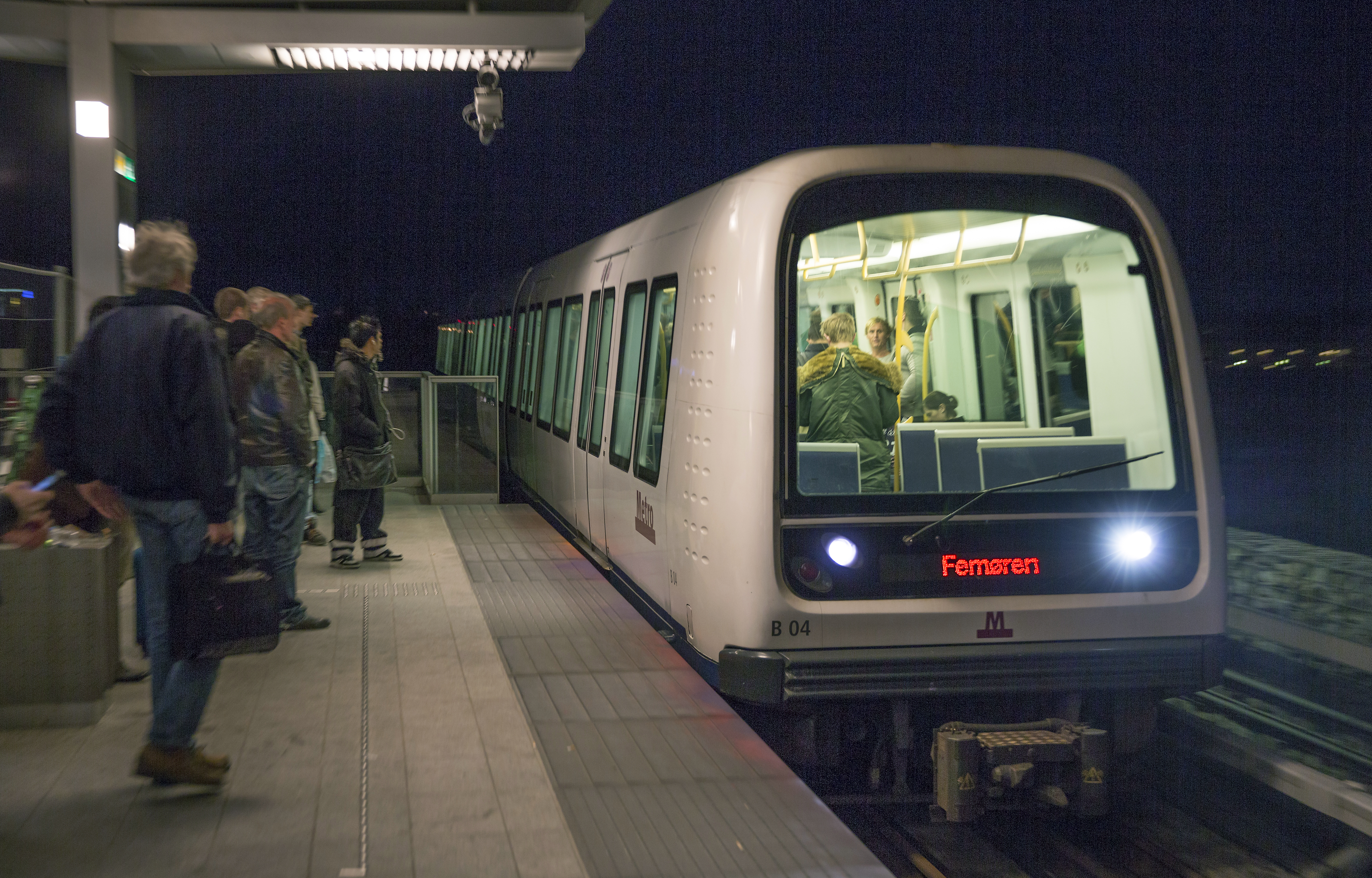
Metrostel met eindbestemming Femøren rijdt het station binnen.

## Ligging en inrichting
Het eilandperron voor de metro werd gebouwd op een talud ten zuiden van de Hedegaardsvej die door de metro op twee enkelsporige bruggen wordt gekruist. De toegang van het station ligt in het bruggenhoofd op straatniveau tussen de metrobruggen. De stationshal is met een lift en een vaste trap verbonden met het noordeinde van het perron. De sporen dalen naar het zuiden af tot maaiveldniveau, aan de noordkant van de Hedegaardsvej liggen twee overloopwissels zodat het station in voorkomende gevallen als eindpunt gebruikt kan worden. Verder naar het noorden dalen de sporen ook af tot maaiveldniveau en ter hoogte van het vroegere Fort Kastrup ligt nog een opstelspoor aan de oostkant van de doorgaande sporen. 
Vanløse  · Flintholm  · Lindevang · Fasanvej · Frederiksberg · Forum · Nørreport   · Kongens Nytorv · Christianshavn · Amagerbro · Lergravsparken · Øresund · Amager Strand · Femøren · Kastrup · Københavns Lufthavn 